# ۱۰۰ فیلم به‌یادماندنی سینمای ایتالیا

دزد دوچرخه

وسواس

نان و شکلات

دو شاهی امید

فهرست ۱۰۰ فیلم به یاد ماندنی سینمای ایتالیا (به ایتالیایی: 100 film italiani da salvare) با این هدف ایجاد شد که «۱۰۰ فیلمی که در سالهای ۱۹۴۲ تا ۱۹۷۸ میلادی حافظه جمعی ایتالیائیها را دگرگون ساخت» را گزارش و ثبت کند.
این پروژه توسط «روزهای ونیز» (Giornate degli Autori) در شصت و پنجمین جشنواره بین‌المللی فیلم ونیز با همکاری چینه‌چیتا و وزارت میراث فرهنگی ایتالیا پایه‌ریزی شد.

لیست به کوشش فابیو فرتزتی (منتقد سینما در روزنامه Il Messaggero) و با همکاری جانی آملیو (کارگردان) و نویسندگان و تحلیلگران سینمائی چون جان پی یرو برونتا، جوآنی دلونا، جان لوکا فارینلی, جوآنا گرینافینی, پائولو مریگتی، موراندو موراندینی، دومنیکو ستارنونه و سرجو توفتی کارشناسان به نام در صنعت سینمای ایتالیا فراهم شد.

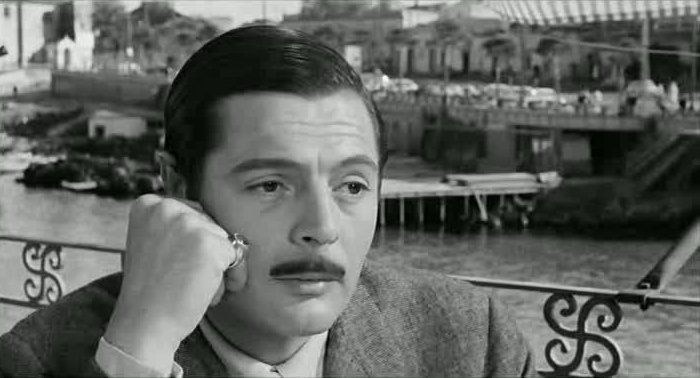
طلاق به سبک ایتالیایی

## فهرست فیلم‌ها
به ترتیب سال:

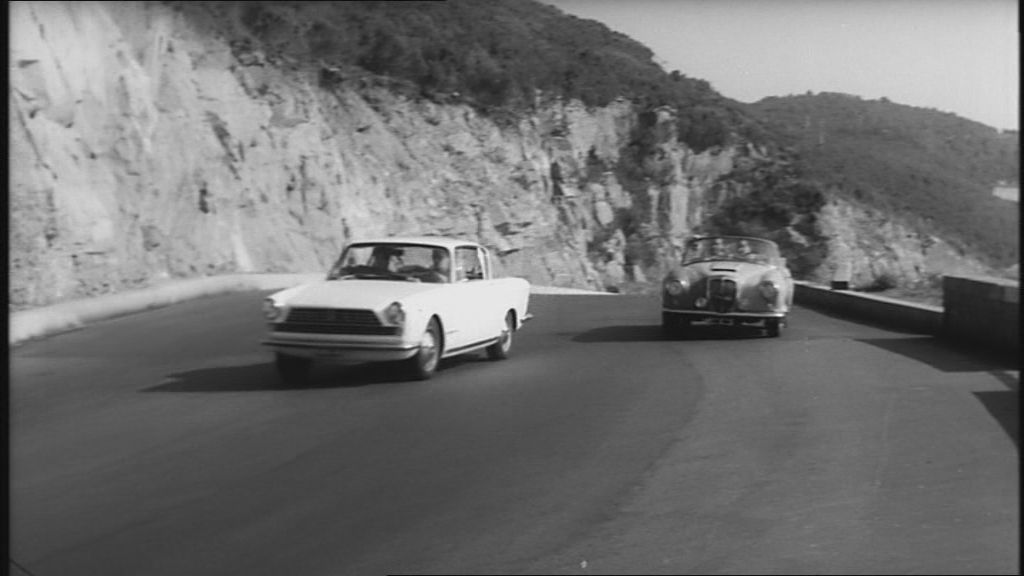
سبقت

برنج تلخ

پدر سالار

1. چهار قدم در ابرها کارگردان آلساندرو بلازتی (۱۹۴۲)
2. وسواس کارگردان لوکینو ویسکونتی (۱۹۴۳)
3. رم، شهر بی‌دفاع کارگردان روبرتو روسلینی (۱۹۴۵)
4. از خودی‌ها کارگردان روبرتو روسلینی (۱۹۴۶)
5. واکسی کارگردان ویتوریو دسیکا (۱۹۴۶)
6. L'onorevole Angelina کارگردان لوئیجی زامپا (۱۹۴۷)
7. دزد دوچرخه کارگردان ویتوریو دسیکا (۱۹۴۸)
8. زمین می‌لرزد کارگردان لوکینو ویسکونتی (۱۹۴۸)
9. برنج تلخ کارگردان جوزپه د سانتیس (۱۹۴۹)
10. شهر رنج کارگردان ماریو بنارد (۱۹۴۹)
11. بهشت روی باتلاق کارگردان آگوستو جنینا (۱۹۴۹)
12. استرومبولی کارگردان روبرتو روسلینی (۱۹۴۹)
13. دروغ یک مادر کارگردان رافائلو ماتاراتزو (۱۹۴۹)
14. راه امید کارگردان پیترو جرمی (۱۹۵۰)
15. یکشنبه ماه اوت کارگردان لوچانو امر (۱۹۵۰)
16. داستان یک عشق کارگردان میکل‌آنجلو آنتونیونی (۱۹۵۰)
17. روشنایی‌های واریته کارگردان آلبرتو لاتوادا و فدریکو فلینی (۱۹۵۰)
18. Prima comunione کارگردان آلساندرو بلازتی (۱۹۵۰)
19. بلیسیما کارگردان لوکینو ویسکونتی (۱۹۵۱)
20. دو شاهی امید کارگردان رناتو کاستلانی (۱۹۵۱)
21. پلیس‌ها و دزدان کارگردان استنو و ماریو مونیچلی (۱۹۵۱)
22. معجزه در میلان کارگردان ویتوریو دسیکا (۱۹۵۱)
23. خانواده پاساگوای کارگردان آلدو فابریتسی (۱۹۵۱)
24. اومبرتو دی کارگردان ویتوریو دسیکا (۱۹۵۲)
25. اروپا ۵۱ کارگردان روبرتو روسلینی (۱۹۵۲)
26. شیخ سفید کارگردان فدریکو فلینی (۱۹۵۲)
27. Totò a colori کارگردان استنو (۱۹۵۲)
28. دون کامیلو کارگردان ژولین دوویویه (۱۹۵۲)
29. نان، عشق و رؤیاها کارگردان لوئیجی کومنچینی (۱۹۵۳)
30. ولگردها کارگردان فدریکو فلینی (۱۹۵۳)
31. یک ناپلی در میلان کارگردان ادواردو ده فیلیپو (۱۹۵۳)
32. مشتاق زنده ماندن کارگردان کلودیو گورا (۱۹۵۳)
33. زن خیره سر کارگردان ماریو سولداتی (۱۹۵۳)
34. چرخ و فلک ناپل کارگردان اتوره جان نینی (۱۹۵۳)
35. چشمان تهی کارگردان آنتونیو پیترانجلی (۱۹۵۳)
36. ساحل (فیلم ۱۹۵۴) کارگردان آلبرتو لاتوادا (۱۹۵۴)
37. طلای ناپل کارگردان ویتوریو دسیکا (۱۹۵۴)
38. یک آمریکایی در رم کارگردان استنو (۱۹۵۴)
39. هنر از عهده کاری برآمدن کارگردان لوئیجی زامپا (۱۹۵۴)
40. احساس کارگردان لوکینو ویسکونتی (۱۹۵۴)
41. جاده کارگردان فدریکو فلینی (۱۹۵۴)
42. Una donna libera کارگردان ویتوریو کوتافاوی (۱۹۵۴)
43. متروک کارگردان فرانچسکو ماسلی (۱۹۵۵)
44. قهرمان زمان ما کارگردان ماریو مونیچلی (۱۹۵۵)
45. فقیر اما زیبا کارگردان دینو ریسی (۱۹۵۶)
46. فریاد کارگردان میکل‌آنجلو آنتونیونی (۱۹۵۷)
47. شب‌های کابیریا کارگردان فدریکو فلینی (۱۹۵۷)
48. آدم‌های ناشناس کارگردان ماریو مونیچلی (۱۹۵۸)
49. Arrangiatevi! کارگردان مائورو بولونینی (۱۹۵۹)
50. جنگ بزرگ کارگردان ماریو مونیچلی (۱۹۵۹)
51. I magliari کارگردان فرانچسکو رزی (۱۹۵۹)
52. همه بروند خانه کارگردان لوئیجی کومنچینی (۱۹۶۰)
53. زندگی شیرین کارگردان فدریکو فلینی (۱۹۶۰)
54. روکو و برادرانش کارگردان لوکینو ویسکونتی (۱۹۶۰)
55. دختری با یک چمدان کارگردان والریو زورلینی (۱۹۶۰)
56. شب طولانی سال ۱۹۴۳ کارگردان فلورستانو وانچینی (۱۹۶۰)
57. آنتونیوی زیبا کارگردان مائورو بولونینی (۱۹۶۰)
58. یک زندگی سخت کارگردان دینو ریسی (۱۹۶۱)
59. طلاق به سبک ایتالیایی کارگردان پیترو جرمی (۱۹۶۱)
60. Il posto کارگردان ارمانو اولمی (۱۹۶۱)
61. آکاتونه کارگردان پیر پائولو پازولینی (۱۹۶۱)
62. Leoni al sole کارگردان ویتوریو کاپریولی (۱۹۶۱)
63. سبقت کارگردان دینو ریسی (۱۹۶۲)
64. سالواتوره جولیانو کارگردان فرانچسکو رزی (۱۹۶۲)
65. کسوف کارگردان میکل‌آنجلو آنتونیونی (۱۹۶۲)
66. مافیایی کارگردان آلبرتو لاتوادا (۱۹۶۲)
67. هیولاها کارگردان دینو ریسی (۱۹۶۳)
68. دست‌ها روی شهر کارگردان فرانچسکو رزی (۱۹۶۳)
69. ۱/۲ ۸ کارگردان فدریکو فلینی (۱۹۶۳)
70. پلنگ کارگردان لوکینو ویسکونتی (۱۹۶۳)
71. La donna scimmia کارگردان مارکو فرری (۱۹۶۳)
72. کارگر بازنده است کارگردان تینتو براس (۱۹۶۳)
73. زندگی تلخ کارگردان کارلو لیتزانی (۱۹۶۴)
74. مشت‌های در جیب کارگردان مارکو بلوکیو (۱۹۶۵)
75. من او را خوب می‌شناسم کارگردان آنتونیو پیترانجلی (۱۹۶۵)
76. مجالس عشق کارگردان پیر پائولو پازولینی (۱۹۶۵)
77. پرندگان، زنبورهای عسل و ایتالیایی‌ها کارگردان پیترو جرمی (۱۹۶۶)
78. پرنده‌های بزرگ و پرنده‌های کوچک کارگردان پیر پائولو پازولینی (۱۹۶۶)
79. نبرد الجزیره کارگردان جیلو پونته‌کوروو (۱۹۶۶)
80. چین نزدیک است کارگردان مارکو بلوکیو (۱۹۶۷)
81. دیلینگر مرده‌است کارگردان مارکو فرری (۱۹۶۸)
82. راهزنان در میلان کارگردان کارلو لیتزانی (۱۹۶۸)
83. پزشک بیمه سلامت کارگردان لوئیجی زامپا (۱۹۶۸)
84. بازجویی از یک شهروند دور از سوءظن کارگردان الیو پتری (۱۹۷۰)
85. دنباله‌رو کارگردان برناردو برتولوچی (۱۹۷۰)
86. دادرسی کارگردان مارکو فرری (۱۹۷۱)
87. دفترچه خاطرات یک استاد کارگردان ویتوریو د ستا (۱۹۷۲)
88. ماجرای ماتئی کارگردان فرانچسکو رزی (۱۹۷۲)
89. Lo scopone scientifico کارگردان لوئیجی کومنچینی (۱۹۷۲)
90. Nel nome del padre کارگردان مارکو بلوکیو (۱۹۷۲)
91. آمارکورد کارگردان فدریکو فلینی (۱۹۷۴)
92. ما خیلی عاشق هم بودیم کارگردان اتوره اسکولا (۱۹۷۴)
93. نان و شکلات کارگردان فرانکو بروزاتی (۱۹۷۴)
94. فانتوتزی کارگردان لوچانو سالچه (۱۹۷۵)
95. ۱۹۰۰ کارگردان برناردو برتولوچی (۱۹۷۶)
96. جسدهای سرشناس کارگردان فرانچسکو رزی (۱۹۷۶)
97. یک روز بخصوص کارگردان اتوره اسکولا (۱۹۷۷)
98. Un borghese piccolo piccolo کارگردان ماریو مونیچلی (۱۹۷۷)
99. پدرسالار کارگردان برادران تاویانی (۱۹۷۷)
100. درخت چوب سندل کارگردان ارمانو اولمی (۱۹۷۸)